# Milagros, pastora
Milagros, pastora es el segundo capítulo de la tercera temporada de la serie de televisión argentina Mujeres asesinas. Este episodio se estrenó el día 18 de abril de 2007.
Este episodio fue protagonizado por Cristina Banegas, en el papel de asesina. Coprotagonizado por Andrea Pietra y Graciela Tenembaum. Y las participaciones de Roberto Vallejos, Gonzalo Urtizberea, Luis Ziembrowski, Pepe Novoa, Humberto Serrano y Nahuel Pérez Biscayart.

## Desarrollo

### Trama
Milagros (Cristina Banegas) es una mujer humilde y algo tosca, que se dedica a "comunicar la palabra de Dios" en un modesto galpón acondicionado como "templo evangelista". Ella es la "pastora", que atiende a sus fieles y los ayuda a solucionar problemas de toda índole, sobre todo los económicos. Pero bajo esa apariencia entre bondadosa, comprensiva y espiritual, Milagros encierra una personalidad sumamente vil, perversa y violenta: su único interés es sacarle el dinero a "sus devotos" sin ningún tipo de miramiento, aunque esto implique aplicar tormentos.
Sus dos hijas (Andrea Pietra y Graciela Tenenbaum) y sus yernos (Roberto Vallejos y Gonzalo Urtizberea) formarán parte de este terrible clan que, bajo la tutela de "la pastora", será el encargado de ejecutar las órdenes más atroces y execrables. Pero sus inconfesables pecados recibirán finalmente una justa condena.

### Condena
Milagros R. fue condenada a 14 años de prisión por homicidio agravado por alevosía reiterado en cuatro oportunidades, aunque la policía sospechó que hubo cinco crímenes más que no pudieron ser probados.
Sus hijas y sus yernos recibieron diez años de prisión cada uno.
Los abogados de Milagros tramitaron prisión domiciliaria cuando cumplió 70 años, la cual fue denegada por mala conducta y actitudes violentas, en la actualidad, Milagros sigue negando su participación en los crímenes además de culpar constantemente a sus hijas y a sus yernos.

## Elenco
- Cristina Banegas
- Andrea Pietra
- Graciela Tenenbaum
- Roberto Vallejos
- Gonzalo Urtizberea
- Luis Ziembrowski
- Pepe Novoa
- Humberto Serrano
- y Nahuel Pérez Biscayart